# الاستفتاء الرئاسي المصري 1993
الاستفتاء الرئاسي المصري عام 1993 هو الاستفتاء الرابع  في عهد حسني مبارك دعا إليه محمد حسني مبارك في 4 أكتوبر 1993 م. للاستفتاء على فترة ولايته الثالثة بعد ترشيحه من 439 عضو في البرلمان من أصل 448 عضو في 21 يوليو 1993 م .

## النتائج
النتائج الرسمية المعلنة
| الاختيار                                             | الأصوات    | %     |
| ---------------------------------------------------- | ---------- | ----- |
| موافق (نعم)                                          | 15,095,025 | 96.3  |
| معارض (لا)                                           | 583,467    | 3.7   |
| أصوات باطلة                                          | 226,020    | –     |
| الإجمالي                                             | 15,904,512 | 100   |
| المسجلون في قاعدة البيانات الانتخابية- نسبة المشاركة | 18,900,000 | 84.20 |

## انتقادات
1. نسبة المشاركة والتي تمثل 84% من المسجلين في قاعدة البيانات تعتبر ضئيلة بالمقارنة بعدد السكان حيث أن قاعدة البيانات كانت تحتوي على 19 مليون مواطن في حين أن عدد السكان كان يقارب 75 مليون نسمة . وترجع هذه القلة إلى أنه كانت في تلك الفترة لا يسجل في قاعدة بيانات الناخبين إلا من قام باستخراج بطاقة انتخابية وكان لاسخراجها على المواطن القيام بالعديد من الإجراءات البيروقراطية المعقدة والحصول على العديد من الموافقات من الأجهزة الشرطية.